# Cees Heerschop
Cees Heerschop (14. februar 1935 - 24. juli 2014) var en hollandsk fodboldspiller (forsvarer). Han spillede i Æresdivisionen for PSV Eindhoven og NEC, og vandt det hollandske mesterskab med PSV i 1963.

## Titler
Æresdivisionen
- 1963 med PSV Eindhoven